# Киллукан-Ратуайр

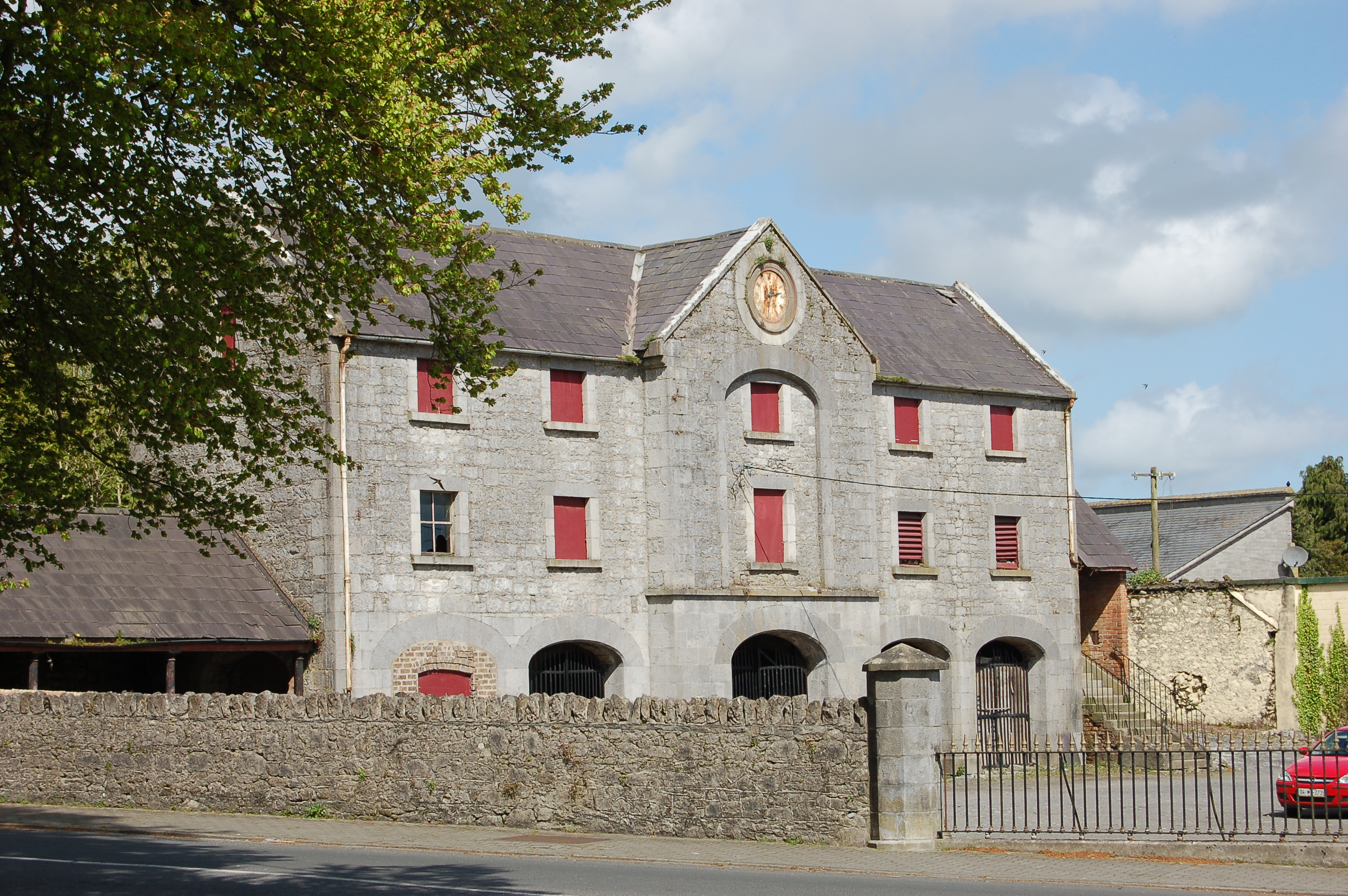

Киллукан-Ратуайр (англ. Killucan-Rathwire; ирл. Cill Liúcainne-Rath Guaire) — деревня в Ирландии, находится в графстве Уэстмит (провинция Ленстер). Находится в 60 километрах о Дублина. В деревне 3 школы. Железнодорожная станция построена в 1848 году, закрыта в 1963 году.

## Демография
Население — 812 человек (по переписи 2006 года). В 2002 году население составляло 575 человек. 
Данные переписи 2006 года:
| Общие демографические показатели |               |                               |                               |      |      |
| Всё население                    | Всё население | Изменения населения 2002—2006 | Изменения населения 2002—2006 | 2006 | 2006 |
| 2002                             | 2006          | чел.                          | %                             | муж. | жен. |
| 575                              | 812           | 237                           | 41,2                          | 391  | 421  |